# Macrocentrus marginator
Macrocentrus marginator är en stekelart som först beskrevs av Christian Gottfried Daniel Nees von Esenbeck 1811.  Macrocentrus marginator ingår i släktet Macrocentrus och familjen bracksteklar. Arten är reproducerande i Sverige. Inga underarter finns listade i Catalogue of Life.